# NGC 498
NGC 498 (również PGC 5059) – galaktyka soczewkowata (S0), znajdująca się w gwiazdozbiorze Ryb. Odkrył ją 23 października 1856 roku R.J. Mitchell – asystent Williama Parsonsa.